# Conaea succurva
Conaea succurva är en kräftdjursart som beskrevs av Heron 1977. Conaea succurva ingår i släktet Conaea och familjen Oncaeidae. Inga underarter finns listade i Catalogue of Life.